# تریگونوسور
تریگونوسور (نام علمی: Trigonosaurus) نام یک سرده از کلاد نوخزنده‌پایان است.